# Eye 2 Eye: Live in Madrid
Eye 2 Eye: Live in Madrid è il secondo album dal vivo da solista di Alan Parsons, pubblicato nel 2010 dalla Frontiers Records.

## Descrizione
L'album viene pubblicato nel marzo del 2010 e dedicato ad Eric Woolfson, scomparso l'anno precedente. La registrazione risale al 4 maggio del 2004, ed era già stata inserita nel 2005, come video, nel DVD Live in Madrid.  
L'album comprende brani tratti dal repertorio realizzato da Parsons assieme a Eric Woolfson con il The Alan Parsons Project tranne More Lost Without You dall'album A Valid Path di Alan Parsons.

## Tracce
Testi e musiche di Eric Woolfson e Alan Parsons; edizioni musicali Frontiers Records.
1. I Robot (I Robot - 1977) – 5:20 – Strumentale
2. Can't Take It With You (Pyramid - 1978) – 4:42
3. Don't Answer Me (Ammonia Avenue - 1984) – 4:33
4. Breakdown / The Raven (I Robot - 1977 • Tales of Mystery and Imagination - Edgar Allan Poe - 1976) – 5:40 – Strumentale
5. Time (The Turn of a Friendly Card - 1980) – 5:11
6. Psychobabble (Eye in the Sky - 1982) – 7:16
7. I Wouldnt Want To Be Like You (I Robot - 1977) – 3:43
8. Damned If I Do (Eve - 1979) – 5:02
9. More Lost Without You (A Valid Path - 2004) – 3:17
10. Don't Let It Show (I Robot - 1977) – 4:19
11. Prime Time (Ammonia Avenue - 1984) – 5:47
12. Sirius / Eye in the Sky (Eye in the Sky - 1982 • Eye in the Sky - 1982) – 6:45
13. (The System of) Doctor Tarr and Professor Fether (Tales of Mystery and Imagination - Edgar Allan Poe - 1976) – 3:29
14. Games People Play (The Turn of a Friendly Card - 1980) – 4:32

Durata totale: 69:36

## Formazione
Alan Parsons Live Project
- Alan Parsons – voce, chitarra acustica, tastiera
- P.J. Olsson – voce, chitarra acustica
- Godfrey Townsend - chitarra, voce
- Steve Murphy - batteria, voce
- Manny Focarazzo - tastiera, voce
- John Montagna - basso, voce

## Edizioni
From The New World - Deluxe Collector's Edition Box Set (2022)Il 15 luglio 2022, una ristampa di Eye 2 Eye: Live in Madrid viene inserita come omaggio nel prestigioso cofanetto per i collezionisti realizzato per l'album From the New World del 2022.

## Classifiche
| Nazione     | Miglior posizione in classifica | Settimane di permanenza |
| ----------- | ------------------------------- | ----------------------- |
| Paesi Bassi | 19º                             | 2                       |